# Исламкулов, Марсель Джекшенович
Марсель Джекшенович Исламкулов (род. 18 апреля 1994, Кант, Чуйская область) — киргизский и казахстанский футболист, вратарь клуба «Абдыш-Ата» и сборной Кыргызстана.

## Клубная карьера
Воспитанник клуба «Абдыш-Ата» (Кант), тренеры — Николай Самсонович Рослов, Александр Иванович Шумейко, Мирлан Байышбекович Эшенов. В юношеском возрасте провёл несколько лет в младших командах киевского «Динамо».
На взрослом уровне в 2011—2012 годах выступал в чемпионате Кыргызстана за «Абдыш-Ату». Победитель Кубка Кыргызстана 2011 года, в финальном матче против «Нефтчи» остался в запасе.
С 2013 года выступает в Казахстане. В 2013—2014 годах играл в первой лиге Казахстана за клуб «Астана-1964», в 2014 году стал бронзовым призёром первой лиги. Сезон 2015 года провёл в составе «Байконура».
В 2016 году перешёл в «Кайсар», с которым в том же сезоне победил в турнире первой лиги. В высшей лиге Казахстана дебютировал 8 марта 2017 года в матче против «Окжетпеса» (1:0). В сезоне 2018 года не пропускал голов в матчах высшего дивизиона в течение 801 минуты подряд.

## Карьера в сборной
В 2017—2018 годах вызывался в национальную сборную Казахстана, однако на поле не выходил.
В 2023 году дебютировал за национальную сборную Кыргызстана в товарищеской игре (не признанной ФИФА) против Узбекистана (1:4). Дебют в официальной игре за Кыргызстан состоялся 5 января 2024 года в товарищеской встрече с Сирией (1:1). В январе 2024 года главный тренер Штефан Таркович включил Исламкулова в список игроков на Кубок Азии 2023 года, который пройдёт в Катаре.

## Достижения
«Кайсар»
- Обладатель Кубка Казахстана: 2019

«Абдыш-Ата»
- Финалист Кубка Кыргызстана: 2023